# 폐기물

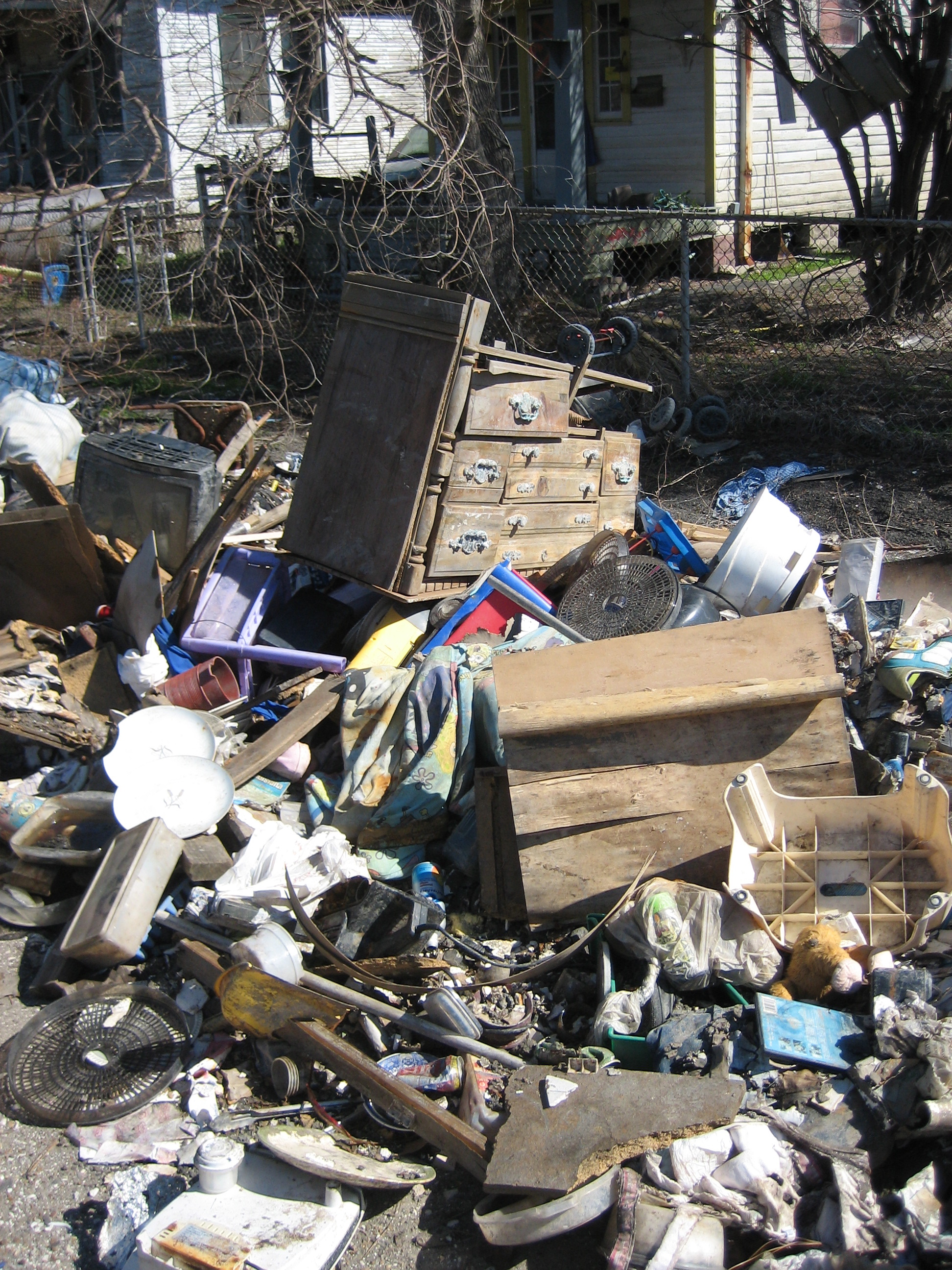
폐기물

폐기물(廢棄物)은 인간이 생활 함에 있어서 사용하고 시대가 지남에 따라 생활이나 산업활동에 더 이상 필요하지 아니하게 된 물질을 말한다.

## 종류와 뜻

### 생활폐기물
일상생활중 그 사용용도를 다하여 더 이상 역할을 하지 못하는 물질을 배출하게 되는데 이를 생활 폐기물이라고 한다. 생활폐기물은 종량제 수거용 봉투를 이용하여 배출하게 되며, 이중 음식물쓰레기는 직매립이 금지되어 별도 배출하게 되어 있으며, 대형폐기물도 생활폐기물에 속한다.

### 사업장폐기물
건축 폐기물 또는 산업폐기물으로도 불리는 사람의 경제활동 중 발생되는 폐기물을 통상적으로 사업장 폐기물이라고 한다. 사업장 폐기물은 재활용이 가능한 품목을 제외하고 매립, 소각, 중간처리등과 같은 처리를 하게 된다. 이중 큰 비중을 차지하고 있는 부분이 건설폐기물인데 이 건설폐기물은 신축건설공사, 재개발등의 해채공사, 도로확장 및 포장등의 관급공사로 크게 나뉜다.

### 지정폐기물
사업장폐기물 중 폐유, 폐산 등 주변 환경을 오염시킬 수 있거나 의료폐기물 등이 해당된다. 지정 폐기물은 「폐기물관리법 시행령」제3조에 따라 지정하고 있다. 부식성 폐기물, 유해물질함유 폐기물, 폐유기용제, 폐유, 폐석면, 폐유독물질, 의료폐기물이 이에 해당한다.

### 의료폐기물
의료폐기물은 보건·의료기관, 동물병원, 시험·검사기관등에서 배출되는 폐기물 중 사람에게 감염이나 위해(危害)를 줄 우려가 있는 해로운 물질이 해당된다. 의료폐기물은 격리의료폐기물, 위해의료폐기물, 일반의료폐기물로 나뉜다.

### 방사성 폐기물
핵 에너지를 사용하는 과정에서 발생하는 불필요한 방사성 물질로서, 원자력 시설이나 방사성 물질을 다루는 작업장 또는 실험실에서 나오는 폐기물, 핵 분열 생성물, 냉각수, 냉각 가스 등의 누출 물 뿐 아니라 실험이나 작업에 사용된 공구, 헝겊, 종이, 세척수 등이 방사성 폐기물로 간주된다. 방사성 폐기물은 방사능 준위에 따라 고준위 방사성폐기물과 저준위 방사성폐기물로 구분할 수 있다. 고준위 방사성폐기물은 핵연료로 사용하고 난 후의 핵연료와 이것의 재처리과정에서 나오는 폐기물로 95% 이상을 재활용할 수 있기 때문에 폐기물로 간주하지는 않는다. 현행 폐기물 관리법에서는 원자력발전소에서 발생되는 고준위, 저준위 폐기물은 해당되지 않으며, 병원등에서 사용하는 방사성폐기물에 대하여 규정하고 있다. 중저준위 방사성폐기물의 경우에는 완전 밀봉 후, 경주에 위치한 중저준위 방사성폐기물 처분장으로 수송하여 안전하게 관리, 처리되고 있다.

## 폐기물의 처리 방법

### 재생, 화학처리법
- 고체폐기물

고체폐기물은 대기나 수질 오염물과 다르게 처리하도록 결정하기 전까지는 발생 장소에 방치된다. 금속이나 플라스틱 같이 잔존가치가 남아있는 것들의 경우 수작업이나 전자기적 방법, 부유 등에 의한 방법으로 회수를 할 수 있다. 이러한 자원의 회수는 폐기물 처리에서 중요한 요소이다. 고체폐기물의 화학적처리법은 폐기물의 질소 또는 인 부영양화를 통한 비료의 생산, 유기물의 수소화를 통한 연료의 생산등이 해당된다.
- 액체폐기물

폐수에 용해되어 있지 않은 물과 분리하는 데 그 목적을 둔다. 이 방법으로 폐수의 성상변화가 나타나지 않지만, 현잡물처리, 여과, 중력침강 등을 종하여 2차 처리에 대한 부하를 감소 시키며, 고형물질을 제거한다. 주로 침전지, 침사지, 스크린, 침전, 부상, 여과, 흡착 등 기계적인 장치를 이용하여 수중의 부유물이나 고형물질을 제거한다.

### 소각처리법
폐기물 관리체계 중 중간처리 과정의 하나이여 화학적 방법에 속한다. 폐기물을 땅에 묻는 것보다 부피는 95~99%, 무게는 80~85% 줄일수 있고 아울러 매립공간을 절약할 수 있으므로 효과적이고 지속적인 폐기물 처리방법이라고 할 수 있다. 부수적으로 열에너지가 회수되는 경제성도 지니고 있으므로 점차 폐기물처리 분담비율이 늘고 있는 실정이다. 그러나 토양오염을, 황이나 질소를 함유한 폐기물의 소각은 황 산화물이나 질소 산화물같은 대기오염의 원인물질이 생기므로 철저한 오염방지 시설을 갖추어야 하는 어려움이 따른다.

### 열분해
향후 받아들일 수 있는 효과적인 폐기물 처리법인 열분해는 소각보다 장점이 많은 것으로 알려져있다. 열분해는 폐기물을 공기가 없는 챔버에서 화씨 3,000도 이상의 고온으로 가열하여 분해하는 방법이다. 소각보다 대기오염 문제가 적으며 적은 자본의 투자로 많은 양을 처리할 수 있으며 새로운 화학물질이나 합성 가스로의 회수를 기대할 수 있다.

### 매립
폐기물의 매립은 폐기물 처리의 가장 오래된, 일반적인 방법으로 단순하게 고체폐기물을 흙으로 덮는 방법이다. 폐기물이 매립되기 전에 폐기물이 생물학적으로 무해한 화합물로 분해될 수 있는지 조사하여야 한다. 매립으로 인해 생기는 주요한 문제점은 인근의 지하수를 오염시킬 수 있는 침출물 형성으로 인한 수질 오염과 메탄가스와 같은 가연성 기체와 이산화탄소의 생성이 있다. 매립으로 인하여 발생된 메탄가스는 바이오가스라고도 불리며 이들을 포집하여 전기생산을 하거나 외국에서는 불순물을 제거하고 정제하여 시내버스의 연료로 쓰인다.

### 고형화
폐기물과 시멘트를 섞고 물을 부은 뒤 일정 시간이 지나면 수화작용에 의하여 단단하게 굳어진 덩어리가 된다. 폐기물이 견고한 시멘트 속에 갇힘에 따라 중금속 등의 유해성분이 주변으로 이동&침투 하는 속도가 최대한 지연되는 효과를 얻게 된다. 시멘트고화는 시멘트 중 규산칼슘 등의 조성광물이 물과 결합하고 수화물결정을 형성하여 단단해지는 과정에서 유해물질을 빨아들이거나 굳히고 시멘트의 강한 알카리성에 의하여 수용성중금속을 수산화물로 불용화시킨다. 처리된 유해폐기물은 일폐기물 수준으로 안전도가 높아져 일반 매립도 가능하다.

## 같이 보기
- 쓰레기
- 폐기물 관리